# Alpha2 Capricorni
Pour les articles homonymes, voir Algedi.
Pour les étoiles possédant cette désignation de Bayer, voir Alpha Capricorni.
Désignations
Alpha2 Capricorni (α2 Cap / α2 Capricorni) est une étoile triple de la constellation du Capricorne. Elle porte le nom d'Algedi. Le système est situé à environ 106 années-lumière de la Terre.

## Nomenclature
α2 Capricorni, latinisé Alpha2 Capricorni, est la désignation de Bayer de l'étoile.  Elle partage la lettre « alpha » avec sa voisine α1 Capricorni. Elle porte également la désignation de Flamsteed de 3 Capricorni.
Algedi est le nom propre aujourd’hui approuvé pour Alpha2 Carpricorni par l’Union astronomique internationale (UAI). C’est l’arabe / الجدي al-Ğady, « le Chevreau ». Ce nom est connu de longue date par les Arabes, et attesté comme le 10e signe zodiacal dans l’horoscope de fondation de la ville de Baghdad en 762, ainsi que nous rapporte l’érudit persan al-Bīrūnī. Il y adapte le nom akkadien de basse époque, urīṣu, « la chèvre », venu par l’araméen gadya. Thomas Hyde (1665) donne gjiedi pour nom de la constellation  dans sa traduction du یجِ سلطانی Zīğ-i Sulṭānī ou « Tables sultaniennes » d’Uluġ Bēg (1437), puis Giuseppe Piazzi s’en saisit pour nommer l’étoile α1 Cap Prima Giedi et α2 Cap Secunda Giedi. Transformé en Algedi au cours du XXe siècle, il est repris dans ses deux formes connues par Richard Hinckley Allen, a permis sa diffusion dans les catalogues des XXe et XXIe siècles.

## Propriétés
La composante primaire du système, désignée α2 Capricorni A, est une géante jaune de type spectral G9III et d'une magnitude apparente de +3,58. Les composantes secondaire et tertiaire, désignées α2 Capricorni B et C, constituent elles-mêmes un sous-système binaire. Ce sont deux étoiles de onzième magnitude situées à 6,6 secondes d'arc de l'étoile primaire.